# Maggie O’Farrell
Maggie O’Farrell (Coleraine, Észak-Írország, 1972. május 27. –) kortárs brit írónő, regényeivel több díjat nyert. Edinburgh-ban él.

## Pályakezdése
Észak-Írországban született, gyerekkorában súlyos betegségen esett át. Walesben és Skóciában nevelkedett, majd a Cambridge-i Egyetemen folytatott irodalmi tanulmányokat. Az egyetem után újságírással foglalkozott. Első regényének sikere után feladta lapszerkesztői munkáját (az Independent on Sunday helyettes irodalmi szerkesztője volt), hogy teljesen az írásnak szentelje magát. 

## Könyvei

### Regények
- 2000: After You'd Gone
  - magyarul: Miután elmentél, ford. Palkó Ágnes. Gabo Kiadó, 2004 (Tea könyvek)
- 2002: My Lover's Lover
  - magyarul: A szeretőm szerelme, ford. Palkó Ágnes. Gabo Kiadó, 2003
- 2004: The Distance Between Us – Somerset Maugham-díj, 2005
  - magyarul: A köztünk lévő távolság, ford. Kiss Marianne. Gabo Kiadó, 2012
- 2007: The Vanishing Act of Esme Lennox
- 2010: The Hand that First Held Mine – Costa-díj a legjobb regénynek, 2010
  - magyarul: A kéz, amely először fogta az enyémet, ford. Kiss Marianne. Gabo Kiadó, 2013
- 2013: Instructions for a Heatwave
  - magyarul: Utasítások hőhullám idejére, ford. Komló Zoltán. Gabo Kiadó, 2018
- 2016: This Must Be the Place
- 2020: Hamnet – Nők szépprózai díja, 2020 
  - magyarul: Hamnet; ford. Schultz Judit, Európa, Bp., 2022
- Ahol a hóangyalok laknak; ford. Kádár Annamária; Manó Könyvek. Bp., 2021
- A fiú, aki a szívében hordozta a csodát; ford. Kádár Annamária, Manó Könyvek, Budapest, 2023
- Egy házassági portré; ford. Schultz Judit; Európa, Budapest, 2024

### Memoár
- 2017: I Am, I Am, I Am
  - Vagyok, vagyok, vagyok. Tizenhét találkozásom a halállal; ford. Gázsity Mila; Gabo, Bp., 2018